# Sådan er de alle
Sådan er de alle er en dansk film fra 1968, skrevet og instrueret af Knud Leif Thomsen.

## Medvirkende
- Jesper Langberg
- Per Bentzon Goldschmidt
- Judy Gringer
- Jessie Rindom
- John Price
- Erik Paaske
- Lene Vasegaard
- Niels Hinrichsen
- Gertie Jung
- Olaf Nielsen
- Stig Hoffmeyer